# Tano da morire
Tano da morire è un film musical del 1997 diretto da Roberta Torre.
Tratta della mafia, ma anche allo stile di vita siciliano, con stile musicale, comico e grottesco.

## Trama
Il film è ispirato ad una storia vera, l'omicidio di Tano Guarrasi, macellaio alla Vucciria di Palermo per copertura, ma importante esponente della mafia; all'inizio del film si assiste al suo omicidio e si ripercorrono le tappe che hanno portato il personaggio nella mafia, la sua affiliazione ma anche i rapporti con la famiglia. La storia viene rappresentata da Roberta Torre con uso di frequenti flashback e con toni grotteschi, numeri musicali comici, in cui Tano viene accolto nella "famiglia" con un ballo stile La febbre del sabato sera (accompagnato dalla canzone Simme 'a mafia) e i familiari piangono la sua morte a tempo di rap ('O rap 'e Tano, appunto). Alcune scene sono girate nei luoghi reali, piazze e strade del mercato della Vucciria, altre sono ricostruite negli studi di posa dei Cantieri Culturali alla Zisa, dallo scenografo Fabrizio Lupo che in collaborazione con il direttore della fotografia Daniele Ciprì ricostruisce le atmosfere di un teatrino di quartiere, con la piazza del mercato con le sue tende lampade e bancarelle del pesce, la bottega del "Carnezziere" così viene chiamato il macellaio a Palermo.

## Riconoscimenti
Proiettato al Festival Internazionale del Cinema di Venezia 1997, ha ottenuto il premio Settimana internazionale della critica; vince anche il Premio Leone del Futuro - Premio Venezia Opera Prima "Luigi De Laurentiis";  ottiene la menzione speciale Fipresci.
Il film vinse il David di Donatello 1998 per il miglior regista esordiente (Roberta Torre) e per il migliore musicista (Nino D'Angelo).
Vinse inoltre 3 Nastri d'argento per le categorie: Miglior regista esordiente, Migliori attrici non protagoniste e Miglior colonna sonora.
- 1998 - Ciak d'oro[6]

Ciak d'oro per la migliore opera prima
Migliore colonna sonora a Nino D'Angelo
Migliore montaggio a Giogiò Franchini
Migliore fotografia a Daniele Ciprì